# رئيسي بطلي
رئيسي بطلي (باليابانية: マイ★ボス マイ★ヒーロー) (بالإنجليزية: My Boss My Hero)‏ مسلسل دراما كوميدي، مدرسي تلفزيونية يابانية بثها تلفزيون نيبون، خلال صيف عام 2006. مقتبس من مسلسل كوري جنوبي يحمل نفس الاسم صدر عام 2001.

## ملخص القصة
تبدأ قصة الدراما مع شخص يدعى ساكاكي ماكيو يبلغ السابعة والعشرين من العمر الابن الأكبر لرجل مافيا ياباني من عائلة كانتو أيجاكي، يلقب ساساكي بالاعصار ماكيو، وذلك لانه قوي جدا في القتال، مشكلته الوحيدة تكمن في غبائه الشديد جدا.
في بداية الدراما يذهب ساكاكي لعقد اتفاق مع المافيا في هونغ كونغ بطلب من والده لينوب عنه. واكد عليه بأن لا يعقد الصفقة بأقل من سبعة وعشرون مليون دولار، وفي أثناء الاجتماع يعرض عليه رئيس المافيا في هونغ كونغ مبلغ 20 مليون دولار، ثم رفضها. فعاد رئيس المافيا بطلبة وقام بزيادة المبلغ إلى 35 مليون دولار، فقام ساكاكي ماكيو بحساب المبلغ الذي عرض عليه فوجده أكثر من المبلغ الذي اخبره به والده ولشدة غبائه رفض المبلغ لان المبلغ أكبر من الذي اخبره عليه والده.
وقد الغيت الصفقة بسبب الشجار والمضاربات التي حدثت بين الطرفين بسبب غباء ساكاكي، وبعد أن عاد إلى المنزل وبخه والده ووضع شرط عليه انه إذا اراد ان يكون الرئيس القادم للعصابة عليه ان يرجع للمدرسة وينجح في الثانوية العامة، واذا لم يتخرج فسيصبح اخوه الصغير ميكيو هو رئيس العصابة القادم.
ساكاكي معروف بحبة للرئاسة وكل تفكيره بالزعامة على كل شي، لهذا قرر ان يلتحق بمدرسة اجونس الثانوية كـ طالب في المرحلة الثالثة، باتفاق مع مدير المدرسة الذي هو الوحيد الذي يعلم حقيقة ساساكي بانه من الياكوزا (المافيا اليابانية). في المدرسة يظهر على ساساكي بأنه أكبر من الطلاب فهو ضخم الجثة لكن عقله صغير، ولايستطيع التفكير أكثر من سبع ثواني.
من خلال دراسته يتعرف على طلاب سيغيروا نظرته للحياة، فيبتعد تدريجياً عن العنف ويبدأ اهتمامه بالدراسة، ويبدأ برؤية العالم بشكل آخر بعيداً عن العصابة والعنف

## أغاني الدراما
- سورافون (توكيو )

## بعد العرض
نسبة المشاهدة
- الحلقة الأولى : 19.0%
- الحلقة الثانية : 16.7%
- الحلقة الثالثة : 18.1%
- الحلقة الرابعة : 17.4%
- الحلقة الخامسة : 14.6%
- الحلقة السادسة : 20.6%
- الحلقة السابعة : 17.5%
- الحلقة الثامنة : 20.7%
- الحلقة التاسعة : 21.3%
- الحلقة العاشرة : 23.2%
- متوسط نسبة المشاهدة : 18.91%

## الجوائز
- جائزة أكاديمية الدراما التلفزيونية : أفضل ممثل مساعد «تاناكا كوكي».
- جائزة أكاديمية الدراما التلفزيونية : أفضل عنوان دراما.

## الممثلون
| الاسم         | الدور           | وصف الشخصية |
| ------------- | --------------- | --- |
| تومويا ناغاسي | سكاكي ماكيو     | بدور الابن الأكبر لرئيس عصابة عائلة كانتو ايجاكي، يبلغ السابعة والعشرين من عمره، وهو غبي جداً وساذج رغم كبر سنه كل ما يجيده هو العنف والقوة ولديه قوة هائلة تكفي لهزيمة أقوى العصابات في اليابان بمفرده. يحب حلوى البودنج كثيراً وقد اضطر إلى العودة للمدرسة الثانوية بعد أن تركها في المرحلة المتوسطة وذلك طلباً من والده لكي يصبح الرئيس القادم من بعده يحب ان يلقب نفسه دائماً بـ (الرئيس) في كل شي.. بعد أن التحق بهذه المدرسة بدأ بالتعرف على طلاب فصله كاملاً وأصبح الطالب (ساكوراكوجي) الصديق المقرب لديه شخصيته مرحة ورائعه وكوميدية لأبعد الحدود. |
| تيغوشي يويا   | Sakurakouji Jun | صديق ساكاكي ماكيو المقرب في المدرسة، شخصية هادئة في المسلسل، وكان منعزل عن باقي الطلاب قبل وصول ساكاكي وذلك لأنه يحب العزله ويكره الاختلاط بباقي الطلاب بعد لقاءه بماكيو تغيرتشخصيته وأصبح يحب عقد الصداقة مع ساكاكي ماكيو، وبعد أن أصبح مقرب له أصبح يناديه بـ (ماكي) لقب اخترعه هو من عنده لكن ماكيو لا يعجبه هذا اللقب وساكورا أيضاً معجب بـ اميمورا هيكاري صديقة طفولتة |
| يوي اراغاكي   | اميمورا هيكاري  | فتاة هادئه وطيبة جداً، وهي متفوقة في الدراسة..وهي أكبر اخوتها، تساعد امها واباها في البيت لديها قلم وردي تتفائل به وتحبه لأنه غالي عندها وتعتبره قلمها المفضل، تأخذه دائماً معها للمدرسة وتحل به في الاختبارات. وبعد انتهاء الدراسة يرسب ساكاكي ماكيو في الاختبار ويضطر إلى اعادة اختبار الدور الثاني حينها تعطي ماكيو القلم لكي يحل به الاختبار وفي نهاية المسلسل تكتشف حقيقة ساكاكي ماكيو. |
| تاناكا كوكي   | كاوزيا          | هو التابع دائما لـ ماكيو، ويناديه (آنكي = بالياباني هذه كلمة تقال أما للشخص أكبر منك أو لـالأخ الكبير)وهو خياط ماهر ذو شخصية كوميدية في المسلسل، وهو شديد الاحترام لـساكاكي ماكيو وويبغض من يقلل من احترامهمـا هيكاري وساكورا كون فقد اخذوا على لقب (ماكي) وهذا ما يزعج آنكي لأنه لا يستطيع فعل شيء لهم؛ لأنهم اصدقائه، اما هذان الاثنان يضنان ان آنكي هو أخو ساكاكي ماكيو الأصغر الذي عاد إلى اليابان لأنه ظهر عليهم فجأة وساكاكي ماكيو بصحبة اصدقائه في منزل هيكاري ولم يستطع ساكاكي ان يقول لهم من يكون فنطق وقال لهم بأنه (أخي الصغير).           |
| يوو كاشي      | مينامي يوريكو   | هي معلمة الصف الثالث الذي يوجد فيه(ماكي) وهي أصغر منه وتحاول مساعدته في الدراسة وتزرع الامل بالنجاح في نفس ساكاكي لأنه دائماً يشعر باليأس ويقول عن نفسه (غبي) ولن يستطيع التخرج بهذا المستوى. |

## روابط خارجية
- رئيسي بطلي على موقع IMDb (الإنجليزية)
- رئيسي بطلي على موقع ليتربوكسد (الإنجليزية)
- رئيسي بطلي على موقع كينوبويسك (الروسية)
- رئيسي بطلي على موقع ألو سيني (الفرنسية)
- رئيسي بطلي على موقع قاعدة بيانات الفيلم (الإنجليزية)